# Первая маркграфская война
Первая маркграфская война (нем. Erster Markgrafenkrieg) — военный конфликт 1449—1450 годов на территории Священной Римской империи между маркграфом Альбрехтом Ахиллом Бранденбург-Ансбахским и имперским городом Нюрнбергом.
Непосредственной причиной вооружённого столкновения стали претензии Альбрехта, сына Фридриха VI, на земли, некогда принадлежавшие его отцу. Главным событием этого конфликта была осада Нюрнберга семитысячной маркграфской армией, которая, в конечном итоге, закончилась неудачей. Видимо, в отместку Альбрехт Ахилл разорил многочисленные города и деревни под Бамбергом.

## Война
Ещё более фундаментальными были усилия Альбрехта вернуть Имперский окружной суд бургграфства Нюрнберга в свои руки в качестве высшей региональной власти и в то же время ограничить компетенцию Нюрнбергского крестьянского суда. Были и более мелкие спорные вопросы, такие как высокая юрисдикция в Гостенхофе (город Нюрнберг), защита трёх монастырей в Нюрнберге, запрет на охоту в имперских лесах и права на чеканку монет. Эти права пришли к Нюрнбергу со времен бургграфства до 1427 года, и Альбрехт хотел восстановить их. Нюрнбергцы, с другой стороны, требовали осуществления суверенных прав за пределами своих стен, а также обладания регалиями, которые Альбрехт считал принадлежностями своего княжеского высочества. Спор разгорелся в 1448 году из-за горнодобывающей компании, в которой участвовал Нюрнберг.
2 июля 1449 года вестник, одетый в чёрное и белое, доставил письмо маркграфа о междоусобице, завёрнутое в соломенный венок. Совет Нюрнберга отклонил обвинения и направил письмо с отказом с семицветным шелковым венком.
Стороны давно пытались найти союзников. С 1444 по 1446 год Нюрнберг входил в союз городов, в который входили швабские и франконские города. В то же время Альбрехт добился поддержки во Франконии, также он был одним из самых влиятельных имперских князей и доверенным лицом императора Фридриха III. Нюрнберг оставался изолированным, потому что союзники были слишком далеко и были заняты собственными конфликтами
Теперь же началась «ежедневная» война с её страшным опустошением, поджогами и грабежами. Не было ни одного крупного сражения. Главной задачей было любыми способами нанести урон противнику. Человеческие потери были относительно небольшими, но фермеры понесли неизмеримый ущерб от перегона скота и опустошения полей.
Прямая атака маркграфа на укреплённый Нюрнберг с армией в 7 тыс. человек не увенчалась успехом, но многие места вокруг Нюрнберга сильно пострадали во время войны.
13 августа 1449 года Альбрехту Ахиллу удалось завоевать принадлежавшую Нюрнбергу крепость Лихтенау. Но 11 марта 1450 года он потерпел сокрушительное поражение под Пилленройтом (нем. Pillenreuth, ныне в составе Нюрнберга — южный внешний городской округ), что привело к началу переговоров, закончившихся 22 июня 1450 года заключением мирного соглашения в Бамберге. Согласно ему, Нюрнбергу были возвращены все завоёванные Альбрехтом Ахиллом территории.
Согласно военному отчету Эрхарда Шюрштаба маркграфские войска разрушили многочисленные населенные пункты в районе Нюрнберга, такие как Герольдсберг, Фейхт, Цигельштейн, Эрленштеген, Шафхоф, Шопперсхоф, Мегельдорф, Гросройт, Кляйнройт, Тон, Лоэ, Шнепфенройт, Альмошоф. , Хёфлес, Ветцендорф и Шниглинг, Геберсдорф, Зюнерсбюль, Швайнау, Корнбург, Рётенбах и Вендельштайн. Сам Нюрнбергский совет уничтожил Гостенхоф в качестве «меры предосторожности». Грабёж и повсеместное опустошение («выжженная земля») целых городов было частью стратегии этой войны.
13 августа 1449 года Альбрехт захватил крепость Лихтенау, принадлежавшую нюрнбергцам.
Альбрехт вышел победителем из восьми стычек с войсками Нюрнберга. Однако 11 марта 1450 г. Альбрехт проиграл битву на прудах монастыря Пилленройт нюрнбергской армии во главе с Генрихом X. Ройссом фон Плауэном. Уверенный в победе, Альбрехт объявил, что хочет порыбачить в этом пруду, чтобы спровоцировать Нюрнберг; «Они хотят прийти и помочь ему поймать рыбу и съесть ее; он ждет их». Размер посланной вслед за этим армии, насчитывавшей почти 500 всадников и дополнительно 4000 пехотинцев, удивил его, но, несмотря на то, что его войска были в меньшинстве, он оставался уверенным в победе. Кунц фон Кауффунген, командовавший отрядом нюрнбергских арбалетчиков, в конце концов столкнулся с Альбрехтом после того, как битва была проиграна.
Война закончилась мирным договором, подписанным в Бамберге 22 июня 1450 г., . Альбрехт должен был вернуть все завоеванные области городу Нюрнбергу. С заключительным мирным соглашением в Лауфе 27 апреля 1453 г. окончательно утвердилось состояние государства перед войной. В случае маркграфской вражды Альбрехту Ахиллесу пришлось отказаться от своих завоеваний; жители Нюрнберга, с другой стороны, должны были платить ему ежегодные платежи и единовременный платеж в размере 25 000 гульденов Несмотря на тяжелые материальные потери, имперский город все же смог купить мир в 1453 г..
В более широкой перспективе, Первая маркграфская война была лишь центральным и наиболее ожесточённым конфликтом в рамках так называемой Войны (южнонемецких) городов, в историографии известной также как Вторая война южнонемецких городов (нем. Zweiter süddeutscher Städtekrieg). В ней 31 имперский город объединился против союза преимущественно верхненемецких имперских князей, и вёл отчасти скоординированную борьбу против агрессивной политики высшего дворянства; при этом конфликт так или иначе затронул почти всю южную Германию: от Рейна вплоть до Саксонии.
Годы с 1440 по 1460 можно рассматривать как эпоху городских войн. Во время Старой Цюрихской войны, Зостской вражды, Бранденбургской войны городов и Майнцской диоцезной вражды многие княжества и города в империи были вовлечены в борьбу за распределение власти.